# Aysén (region)
45°34′12″S 72°3′58″V / 45.57000°S 72.06611°V
Aisén (også kaldet Aysén) er en af Chiles regioner og har nummer XI på den officielle liste. Regionen har et areal på 108.494,4 km² og grænser op til Los Lagos mod nord, mod syd til Magallanes og Antártica Chilena, mod øst til Argentina og mod vest til Stillehavet. Hovedbyen er Coihaique.

## Geografi og natur
Aisén er præget af, at flere istider har skabt en lang række søer, fjorde og kanaler. I regionen finder man iskapper som Nordlige Patagonske Iskappe og Sydlige Patagonske Iskappe, som er de største i verden efter dem, man kan finde på Grønland og Antarktis. Laguna San Rafael Nationalpark, som man kun kan komme til med båd eller fly, er et populært turistmål. Til regionen hører også Chonos-øerne, der mest er skovklædt og ubeboet.

## Demografi
Området var fra tidlige tider yderst sparsomt beboet, og de indfødte boede først og fremmest på øerne ud for fastlandet ved Chonos-øerne. Længere mod syd og på Ildlandet boede der stammer af fiskere, blandt andet alacalufer. De oprindelige folk blev stærkt decimeret i antal, da folk af europæisk afstamning kom til området medbringende sygdomme, som de indfødte ikke havde modstandskraft imod, lige som tilflytterne sommetider angreb de indfødte beboere.
Tilflytterne kom dels fra områder af Chile lige nord for Aisén, dels fra en række europæiske lande. På eget initiativ kom der især immigranter fra Tyskland, Schweiz, Østrig, jugoslaviske områder, Italien, Spanien, Holland, Danmark og Storbritannien. Da den chilenske regering søgte at få gang i bosættelser i området, arrangerede den jordsalgsprogrammer og inviterede nye indvandrere, der især kom fra Rusland, Kroatien, Skotland, Wales og Irland.
Aisén er den tyndest befolkede af Chiles regioner, og der bor blot 91.492 indbyggere, hvilket giver en befolkningstæthed på 0,8/km². De største byer er Coihaique (44.850 indbyggere) og Puerto Aisén (16.936). Der er et spring ned til den håndfuld byer, der har mellem 1.000 og 3.000 indbyggere.

## Historie
Regionen hed tidligere Vista de Coihaique y Coihaique Esta og var det sidste område, der blev lagt ind under Chile, endda senere end det sydligere område, der nu udgøres af Magallanes og Antártica Chilena. Den manglende interesse for området skyldtes dels geografien, idet regionen lå ret sydligt, dels vanskeligheder ved transport til og fra regionen. End ikke de ellers talrige immigranter i det 19. århundrede, der ellers bosatte sig i stort omfang mod syd i landet, interesserede sig for Aisén. Efter grænseaftalen med Argentina fra 1881 kom der efterhånden nybyggere til området, og havnebyen Puerto Aisén og enkelte andre byer opstod spontant i begyndelsen af det 20. århundrede. Byen Melinka på Chonos-øerne er regionens ældste, idet den blev etableret i midten af det 19. århundrede.

## Administration
Aisén er opdelt i fire provinser: Aisén, Capitán Prat, Coihaique og General Carrera. Disse provinser er igen opdelt i sammenlagt ti kommuner.

## Erhvervsliv og økonomi
Regionens erhvervsliv er præget af primærerhverv inden for minedrift, fiskeri, skovbrug og landbrug. Akvakultur er en vigtig branche, og regionen bidrager med omkring 80% af Chiles lakseproduktion. Et industriområde med fokus på frosne og i mindre grad ferske produkter er opført omkring havnene ved bl.a. Puerto Aisén.
Minedriften, der omfatter fund af guld, sølv og zink, er ikke stor sammenlignet med resten af Chile, men i regional sammenhæng erhvervet en vigtig økonomisk faktor. Skovbruget med produktion af tømmer, krydsfinér og halvfabrikata til møbelfremstilling har primært sigte mod eksportmarkedet. Husdyrproduktionen er koncentreret om kød af okser og får samt om uldproduktion, som i nogen omfang ligeledes går til eksport.